# Standardkreditvertrag
Der Standardkreditvertrag (englisch debt contract) ist in der Banktheorie und der Neuen Institutionenökonomik ein Modell, das ein optimales Finanzierungsinstrument darstellt, wenn die Unternehmenserträge des Kreditnehmers nicht verifizierbar sind.

## Allgemeines
Es handelt sich mithin nicht um den rechtlich und wirtschaftlich in der Praxis vorkommenden Kreditvertrag, sondern um ein ökonomisches Einperioden-Modell, dass die US-amerikanischen Autoren Douglas Gale und Martin Hellwig 1985 im Hinblick auf die Erwartungen und das Verhalten der Vertragsparteien (Kreditgeber in Form von Kreditinstituten, Kreditnehmer in Form von Nichtbanken) entwickelt haben. Der dem Standardkreditvertrag zugrunde liegende Kredit wird vom Kreditnehmer für Investitionen verwendet, die von beiden Vertragsparteien zu überwachen sind. Das Problem besteht darin, dass die Überwachung mit dem Abschluss des Standardkreditvertrags beginnt, also wenn selbst der Kreditnehmer den Ertrag seiner Investition noch nicht kennen kann. Verifizierung bedeutet, dass der prognostizierte Ertrag seiner Investition tatsächlich vollständig eintritt ({\displaystyle x=1}), nicht verifiziert heißt, dass der prognostizierte Ertrag unterschritten wird ({\displaystyle x=0}). Ein Standardkreditvertrag wird demnach lediglich im letzteren Fall erforderlich.

## Vorgeschichte
Die Idee des Moral Hazard bei ex post asymmetrischer Informationsverteilung und Verifizierungskosten stammt von Robert M. Townsend aus dem Jahre 1979. Er lieferte jedoch keine Aussagen für den Fall der Insolvenz des Kreditnehmers. Die Arbeiten von Douglas Gale/Martin Hellwig aus 1985 und auch von Stephen D. Williamson zeigen dagegen auf, dass im Falle der (unerwarteten) Insolvenz der Standardkreditvertrag die optimale Vertragsgestaltung im Kreditgeschäft darstellt. Bei Gale/Hellwig und bei Jaffee/Russell aus 1976 ist der Kreditbetrag variabel, im Modell von Stiglitz/Weis aus 1981 ist er fest vorgegeben.

## Inhalt
Ausgangspunkt ist die Beschreibung des Bankproduktes „Standardkreditvertrag“. Unterstellt man sichere Erwartungen aller Vertragsparteien, so erzielt ein durch Kredite finanziertes Investitionsprojekt zu einem zukünftigen Zeitpunkt einen Überschuss. Die dann erfolgende Rückzahlung des Kredits ist die Summe aus geliehenem Kredit und Kreditzins (Schuldendienst). Der Kreditzins bestimmt sich unter der Annahme der Fisher-Separation. Für die Beurteilung des Erfolgs des Investitionsprojektes verwendet man den internen Zinsfuß. Ein Vergleich mit dem Marktzinssatz sagt aus, ob sich die Investition lohnt oder ob eine Geldanlage auf dem Kapitalmarkt profitabler ist (siehe Grenzleistungsfähigkeit des eingesetzten Kapitals).
Der Standardkreditvertrag legt die Rückzahlung an den Kreditgeber und den Nettogewinn des Kreditnehmers fest und schließt dabei den Fall von Unsicherheit ein. Im ersten Fall ist das der volle Rückzahlungsbetrag oder (im Falle, dass der Projektertrag darunter liegt) der gesamte Projektertrag. Analog ist der Nettogewinn der Projektertrag abzüglich der Rückzahlung, mindestens jedoch null.

## Analyse

### Problemstellung
Das Problem, welches bei Gale/Hellwig thematisiert wird, ist der Anreiz für den Kreditnehmer, als Projektergebnis ein schlechtes Ergebnis mitzuteilen. Dahinter steht die Absicht, seine Rückzahlung zu mindern. Die fehlende Verifizierbarkeit des Projektergebnisses führt zu Verifizierungskosten (englisch costly state verification), die zurückgehen auf Robert M. Townsend.

### Annahmen
Es wird im Modell angenommen, dass der Kreditnehmer über kein Eigenkapital verfügt, so dass er höchstens den Projektertrag zurückzahlen kann. Beide Vertragsparteien verständigen sich nach einer Hypothese der Vertragstheorie auf eine pareto-optimale Risikoallokation. Der Kreditzins bestimmt sich unter der Annahme der Fisher-Separation. Für die Beurteilung des Erfolgs des Projektes verwendet man den internen Zinsfuß. Ein Vergleich mit dem Marktzinssatz sagt aus, ob sich die Investition lohnt oder ob eine Anlage am Kapitalmarkt profitabler ist.
Weiterhin wird angenommen, dass sowohl Kreditnehmer als auch Kreditgeber risikoneutral sind. Der Projektertrag aus der Investition ist zustandsabhängig, also: {\displaystyle y(s)}. Es besteht eine ex post-Informationsasymmetrie, denn die Kreditnehmer erfahren die Realisation des Zustandes {\displaystyle s_{1}} und berichten den Eintritt eines Zustands {\displaystyle s_{2}} an den Kreditgeber. Die Kontrolle des Projektertrages verursacht die Kosten {\displaystyle c}. Die Opportunitätskosten des Kreditgebers betragen {\displaystyle I}, das ist {\displaystyle K\cdot (1+i)}, {\displaystyle I} ist größer als der Projektertrag im schlechtesten Zustand.
Schließlich beinhaltet der Standardkreditvertrag den Kreditbetrag {\displaystyle K}, das Kontrollschema {\displaystyle B(s)}, wobei dies die Werte {\displaystyle 0} oder {\displaystyle 1} annehmen kann, und die Rückzahlung {\displaystyle z(s)}.

### Bedingungen der Gewinnmaximierung
Der Kreditnehmer versucht seinen erwarteten Gewinn zu maximieren. Dabei müssen folgende Bedingungen eingehalten werden:
Erreichbarkeit
Der Rückzahlungsbetrag muss aus den Projekterträgen zu erbringen sein. Im Falle, dass kontrolliert wird, darf {\displaystyle z(s)} nicht {\displaystyle y(s)} übersteigen, und wenn nicht kontrolliert wird, also der vereinbarte Rückzahlungsbetrag geleistet wird, dieser Betrag den Projektertrag nicht übersteigt. Diese Zweiteilung setzt folgendes  Kontrollschema voraus.
Kontrollschema
Das Kontrollschema sieht eine Kontrolle des Kreditnehmers in dem Fall vor, wenn dieser die im Vertrag vorgesehene Rückzahlung nicht leistet.
Individuelle Rationalität
Es muss sich individuell für den Kreditgeber lohnen, das Projekt zu finanzieren, d. h. die erwartete Rückzahlung abzüglich Kontrollkosten ergibt mindestens die Marktverzinsung des eingesetzten Kapitals.
Anreizkompatibilität
Ein Standardkreditvertrag ist anreizkompatibel, wenn für beliebige Umweltzustände {\displaystyle s_{1}} und für alle Zustände {\displaystyle s_{2}}, bei denen nicht kontrolliert wird, gilt:
- Lügen ist nicht möglich: {\displaystyle y(s_{1})<z(s_{2})}:
  - Der realisierte Projektertrag ist kleiner als die Rückzahlung, wenn nicht beobachtet wird.
- Lügen lohnt sich nicht: {\displaystyle z(s_{1})\leq z(s_{2})}:
  - Die Rückzahlung für einen tatsächlich realisierten Zustand darf nicht größer sein als die Rückzahlung, wenn nicht beobachtet wird.

Somit ist gewährleistet, dass ein Kreditnehmer niemals bei einem tatsächlichen Zustand {\displaystyle s_{1}} einen Zustand {\displaystyle s_{2}} vortäuschen wird.

## Formale Definition des Standardkreditvertrags
Im Ergebnis steht der Standardkreditvertrag unter folgenden Bedingungen:
{\displaystyle z^{*}(s)=y(s)\ } und {\displaystyle B^{*}(s)=1\ } falls {\displaystyle y(s)<R},
{\displaystyle z^{*}(s)=R\ } und {\displaystyle B^{*}(s)=0\ } falls {\displaystyle y(s)\geq R\ }.
Der Standardkreditvertrag legt die Rückzahlung an den Kreditgeber und den Nettogewinn des Kreditnehmers fest und schließt dabei den Fall von Unsicherheit ein. Im ersten Fall ist das der volle Rückzahlungsbetrag oder (im Falle, dass der Projektertrag darunter fällt) der gesamte Projektertrag. Analog ist der Nettogewinn der Projektertrag abzüglich der Rückzahlung, mindestens jedoch Null.

## Fazit
Gale und Hellwig zeigen, dass dieser Standardkreditvertrag unter Effizienzgesichtspunkten optimal ist. Er kann nur angewandt werden, wenn der prognostizierte Ertrag aus der Investition unterschritten wird.